# Ligidium hoberlandti
Ligidium hoberlandti är en kräftdjursart som beskrevs av Zdenek Frankenberger 1950. Ligidium hoberlandti ingår i släktet Ligidium och familjen gisselgråsuggor. Inga underarter finns listade i Catalogue of Life.